# Зайцев, Олег Серафимович
Оле́г Серафи́мович За́йцев (30 марта 1935 года, Москва — 3 января 2018, там же) — советский и российский учёный, доктор педагогических наук (1986), профессор (1991), заведующий лабораторией методики обучения химии в высшей и общеобразовательной школе (1975) химического факультета МГУ. Заслуженный деятель науки Российской Федерации (1996). Автор учебных пособий по общей химии..

## Биография
В 1957 году окончил химический факультет МГУ. Был профессором кафедры общей химии (1991), заведующим лабораторией методики обучения химии в высшей и общеобразовательной школе (1975) химического факультета, членом Экспертного совета Министерства образования РФ, совета по проблемам химического образования. Кандидат химических наук (1965), доктор педагогических наук (1986).
В 1979 году по инициативе Олега Серафимовича на базе химического факультета был организован кабинет «Методики и научных основ преподавания химии». Создание такого кабинета в стенах классического университета было продиктовано насущными потребностями не только химического факультета МГУ, но и химического образования в стране в целом. Кабинет в 1989 году стал лабораторией «Методики обучения химии» кафедры общей химии.

## Научная деятельность
О. С. Зайцев занимался термодинамикой и кинетикой химических процессов, открытых систем, теоретическими и прикладными проблемами естественнонаучного образования, методикой обучения химии в высшей и средней школе, системным и деятельностными подходами в обучении, формированием творческого мышления, научной речи и научного общения учащихся.
Зайцев разработал метод термодинамического изучения малых количеств оксидных фаз в газовых смесях водорода и воды при высоких температурах. Участвовал в создании фундаментального справочника АН СССР «Термические константы веществ» (1965—1981).
Содержание химической науки представлено ученым в виде трех основных учений: о направлении химического процесса (химическая термодинамика), о его скорости (химическая кинетика) и о строении вещества. На основе этого педагогического принципа научности он впервые ввел в курсы общей химии для высшей школы научное содержание химической термодинамики (1969) и химической кинетики (1983), а впоследствии представления этих областей науки включил в школьные курсы химии (1997). Является автором ряда учебников и учебных пособий.. Защитил кандидатскую диссертацию по теме «Термодинамические исследование ферритов (оксидных фаз)», а также докторскую диссертацию «Принципы построения методической системы обучения химии».
Подготовил 10 кандидатов и 3 докторов наук. Опубликовал более 300 научных работ.

## Педагогическая деятельность
Олега Серафимовича интересовала проблема обучения химии. В Московском университете он читал курсы лекций по химии для студентов естественнонаучных факультетов, спецкурс по методике обучения химии. Был заведующим практикумом общей химии, создал и внедрил в учебный процесс новый лабораторный практикум, основанный на исследовательском и групповом подходах к обучению химии и формирующий научное общение студентов.
Его работы в области химического образования сосредоточены на поиске конкретных методик формирования творческого научного мышления учащихся, на выделении главных учений естественных наук и приемах структурирования их учебного содержания на основе системы изучаемой науки и сети внутридисциплинарных и междисциплинарных связей. Ученый разрабатывал методы развития устной и письменной речи, рассматривал вопросы организации групповой познавательной деятельности на лабораторных и семинарских занятиях, проблемы диагностики формируемого типа мышления, оценки приобретенных знаний, использовании компьютеров в обучении и другие теоретические и прикладные вопросы учебного процесса.
Для проведения семинарских занятий студентов по химии предложил задания, совмещающие научные проблемные и расчетные задачи, способствующие развитию устной и письменной речи учащихся.

## Награды
- Лауреат Ломоносовской премии за педагогическую деятельность (1998)[7].
- Заслуженный деятель науки Российской Федерации (1996).

## Публикации

### Учебники
- Зайцев О. Химическая термодинамика в курсе общей химии [Текст] : Метод. пособие для студентов нехим. специальностей / Под ред. д-ра хим. наук проф. Ю. Д. Третьякова ; Моск. гос. ун-т им. М. В. Ломоносова. Хим. фак. Кафедра общей химии. — Москва : Изд-во Моск. ун-та, 1969. — 112 с.[8]
- Зайцев О. Химическая термодинамика к курсу общей химии [Текст] : Метод. пособие для студентов нехим. специальностей / Под ред. д-ра хим. наук, проф. Ю. Д. Третьякова ; Моск. гос. ун-т им. М. В. Ломоносова. Хим. фак. Кафедра общей химии. — Москва : Изд-во Моск. ун-та, 1970. — 290 с.[8]
- Зайцев О. Программированное пособие по общей химии [Текст] : [Для нехим. специальностей вузов] / Ю. Д. Третьяков, О. С. Зайцев. — Москва : Изд-во Моск. ун-та, 1971. — 379 с.[8]
- Зайцев О. Химическая термодинамика к курсу общей химии [Текст] / Под ред. проф. Ю. Д. Третьякова. — Москва : Изд-во Моск. ун-та, 1973. — 295 с.[8]
- Зайцев О. Программированные задачи по общей химии [Текст] : Для быстрой проверки : [Учеб. пособие для нехим. специальностей вузов] / Е. М. Соколовская, О. С. Зайцев, А. А. Дитятьев. — Москва : Изд-во Моск. ун-та, 1977. — 253 с.[8]
- Зайцев О. Периодический закон и периодическая система элементов Д. И. Менделеева в методике обучения химии : (Метод. разраб.) / Г. М. Чернобельская, О. С. Зайцев, В. Г. Краснова; Под ред. Цирельникова В. И., Чернобельской Г. М. — М. : МГПИ, 1981. — 94 с.[8]
- Зайцев О. Познавательные задачи по общей химии / О. С. Зайцев; Под ред. Е. М. Соколовской. — М. : Изд-во МГУ, 1982. — 183 с.[8]
- Зайцев О. Задачи и вопросы по химии : [Для высш. шк.] / О. С. Зайцев. — М. : Химия, 1985. — 301 с.[8]
- Зайцев О. Системно-структурный подход обучения общей химии / О. С. Зайцев. — М. : Изд-во МГУ, 1983. — 170 с.[8]
- Зайцев О. Исследовательский практикум по общей химии [Текст] : [по направлению и специальности «Химия»] / О. С. Зайцев. — Москва : Изд-во Московского ун-та, 1994. — 480 с. : ил.; 22 см; ISBN 5-211-02496-6[8]
- Зайцев О. Химия : Соврем. краткий курс : [Учеб. по направлению и специальности «Химия»] / О. С. Зайцев. — М. : Агар, 1997. — 416 с.[8]
- Зайцев О. Задачи, упражнения и вопросы по химии : [Учеб. пособие по направлению и специальности «Химия»] / О. С. Зайцев. — М. : Химия, 1996. — 430,[1] с. : ил.; 21 см. — (Для высшей школы).; ISBN 5-7245-1008-1 (В пер.)[8]
- Зайцев О. Неорганическая химия : Теорет. основы. Углубл. курс : Учеб. для общеобразоват. учреждений с углубл. изучением предмета / О. С. Зайцев. — М. : Просвещение, 1997. — 319,[1] с. : ил.; 22 см; ISBN 5-09-007179-9 (В пер.)[8]
- Зайцев О. Общая химия. Состояние веществ и химические реакции : [Учеб. пособие для хим. и хим.-технол. спец. вузов] / О. С. Зайцев. — М. : Химия, 1990. — 351,[1] с. : ил.; 22 см; ISBN 5-7245-0193-7 (В пер.)[8]
- Зайцев О. Методика обучения химии : Теорет. и прикл. аспекты : Учеб. для студентов вузов / О. С. Зайцев. — М. : ВЛАДОС, 1999. — 382, [2] с. : ил., табл.; 21 см. — (Учебник для вузов : УВ).; ISBN 5-691-00275-9[8]
- Зайцев О. Химия. Современный краткий курс : Учеб. для студентов, обучающихся по направлению и специальности «Химия» / О. С. Зайцев. — 2. изд., стер. — М. : Изд-во НЦ ЭНАС, 2001. — 416 с. : ил., табл.; 21 см; ISBN 5-93196-106-2[8]
- Зайцев О. Неорганическая химия. 10 (11) класс : учеб. для 10 (11) кл. общеобразоват. учреждений с углубл. изучением предмета и с изучением предмета на профильном уровне / О. С. Зайцев. — Москва : АСТ-Пресс Школа, 2006. — 509, [1] с.; 22 см. — (Профильный уровень : П).; ISBN 5-94776-295-1[8]
- Зайцев О. Химия : учебник для студентов высших учебных заведений, обучающихся по направлению «География» / О. С. Зайцев. — Москва : Академия, 2008. — 539, [1] с. : ил., табл.; 21 см. — (Высшее профессиональное образование. Естественные науки / Московский гос. ун-т им. М. В. Ломоносова) (Учебник).; ISBN 978-5-7695-4270-1[8]